# 34e Infanterieregiment

Regimentsvlag

Het 34e Infanterieregiment (Frans: 34e régiment d'infanterie) is een voormalig onderdeel van de Franse landmacht. Het regiment gaat terug tot 1775 en werd in 1945 opgeheven. Het regiment was gelegerd in Mont-de-Marsan (Landes) en kreeg daarom de bijnaam régiment des Landais.

## Geschiedenis

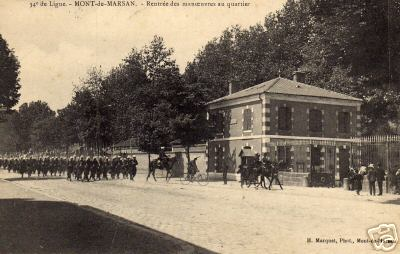
Het 34e Infanterieregiment in de Kazerne Bosquet rond 1910

Het 34e Infanterieregiment gaat terug tot 1775. Toen werd het in 1625 opgerichte Régiment de Touraine opgesplitst en ontstond het Régiment de Savoie-Carignan. Dit werd het Régiment d’Angoulême in 1785. In 1791, in de revolutionaire periode, kreeg dit regiment het rangnummer 34. Het 34e Infanterieregiment streed in de meeste revolutionaire en napoleontische oorlogen. Het was actief in de Oostenrijkse Nederlanden (1792-1794), Italië (1795-1801), Duitsland (1805-1807) en Spanje (1808-1814). Ook tijdens de Honderd Dagen van Napoleon in 1815 was het regiment betrokken tijdens de gevechten in het huidige België. Het regiment was betrokken bij de verovering van Algerije (1830-1831) en bij de Slag bij Solferino tijdens de Tweede Italiaanse Onafhankelijkheidsoorlog (1859). Tijdens de Frans-Duitse Oorlog leed het regiment zeer zware verliezen.

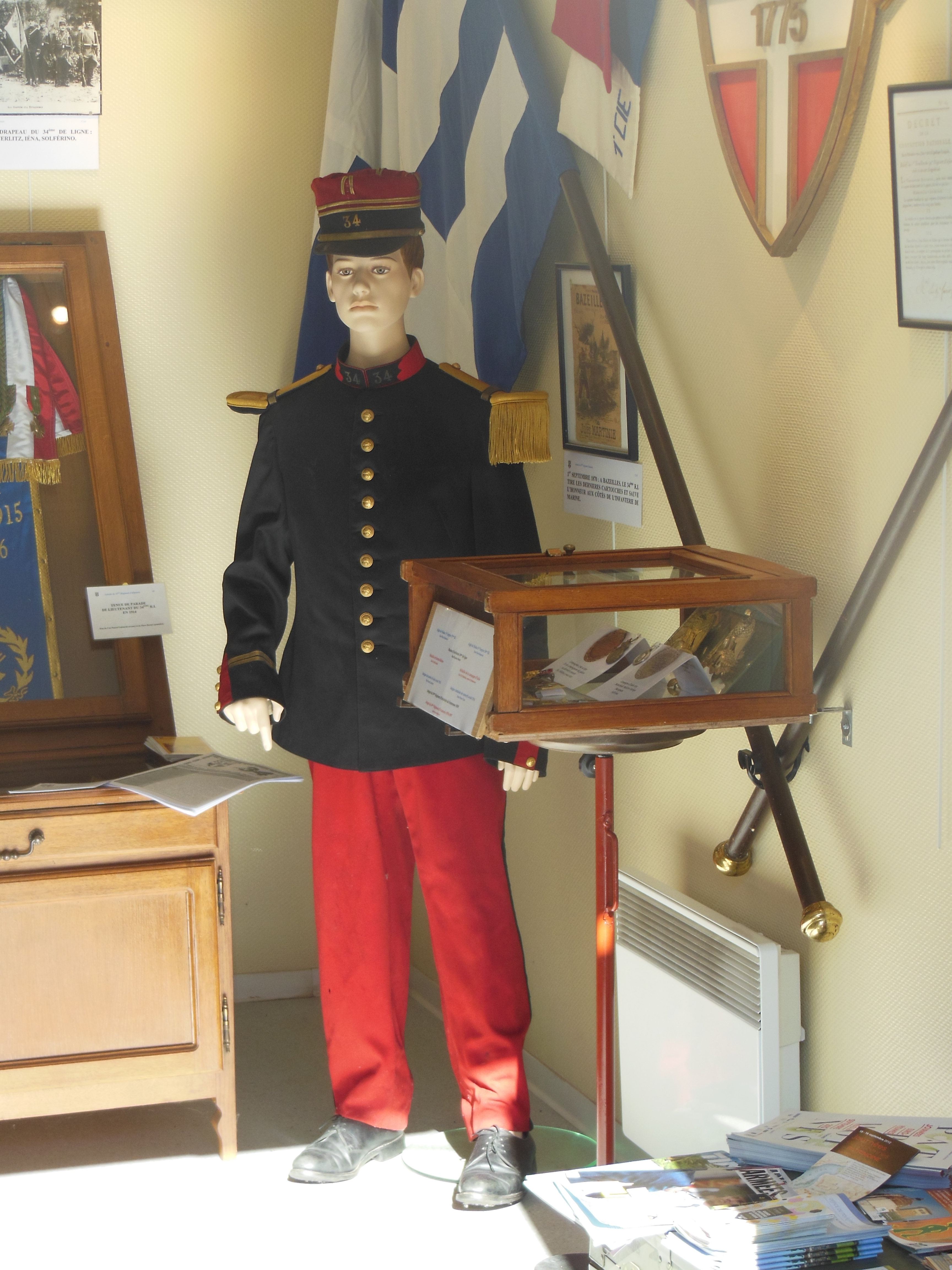
Opstelling in het Musée du 34ème Régiment d'Infanterie

In 1876 werd het 34e Infanterieregiment gekwartierd in de Kazerne Bosquet in Mont-de-Marsan. Dit bleef het hoofdkwartier van het regiment tot 1914. Het regiment was actief in de Franse koloniale oorlogen: in Tunesië (1881) en in Madagaskar (1895-1897).
Het regiment was actief aan het westfront gedurende de ganse Eerste Wereldoorlog. In januari 1915 was het 34e Infanterieregiment actief aan het front aan de Aisne. Na de Eerste Slag bij de Marne in 1914 was hier een loopgravenoorlog ontstaan. Op 25 januari weerstond het regiment een zware Duitse aanval op zijn posities bij de Ferme d’Hurtebise. Bij de Tweede Slag bij de Aisne in het voorjaar van 1917 lag het 34e Infanterieregiment aan de frontlijn tussen het 49e Infanterieregiment en het 18e Infanterieregiment. Op 6 mei kreeg het een zware Duitse tegenaanval te verwerken die gebeurde onder dekking van zware bombardementen. Toen het regiment de volgende dag werd teruggetrokken van het front had het 38 officieren verloren (waarvan 12 gedood) en ongeveer 1.100 soldaten. Tussen 8 en 11 juni 1918 was het regiment actief bij Le Frestoy-Vaux in Oise. Bij voortdurende aanvallen en tegenaanvallen verloor het regiment 948 manschappen.
In 1922 werd het 34e Infanterieregiment opgeheven maar het werd opnieuw opgericht in 1939. Het werd gelegerd achter de Maginotlinie in Bas-Rhin. Na de Franse nederlaag in 1940 werd het opnieuw opgeheven. Aan het einde van de Tweede Wereldoorlog werd het regiment opnieuw opgericht maar in 1945 werd het definitief opgeheven.

## Museum
In Mont-de-Marsan waar het 34e Infanterieregiment gelegerd was, is door vrijwilligers het Musée du 34ème Régiment d'Infanterie opgericht. Daar worden vlaggen en ander materiaal verbonden aan het regiment tentoongesteld.